# Sto dní (Hvězdná brána)
Sto dní (v anglickém originále A Hundred Days) je 17. epizoda 3. řady sci-fi seriálu Hvězdná brána.

## Děj
Další misí pro tým SG-1 je planeta Edora, kde jsou velká ložiska minerálu zvaného naquadah, kde probíhá dohoda o jeho těžbě během období ohnivých dešťů. Jde o dobu pádu meteoritů, které na povrch planety padají každých 150 let. Aby tým SG-1 zachránil obyvatele, musí většinu z nich evakuovat na základnu na Zemi.